# Сероп Шалджиян
Сероп Аршак Шалджиян е стопански и обществен деец.

## Биография
Роден е на 14 септември 1912 г. в Шумен. Баща му се преселва в града от Османската империя след Арменския геноцид. Работи като тютюноработник и участва активно в живота на арменската общност. Членува в настоятеството на арменското училище и организацията „Хънчаг“. Член е на БРСДП (т.с.).
Сероп Шалджиян завършва Частно арменско начално училище „Вартанян“ в Шумен, а след това учи в Първа Нанчова прогимназия. Опитва да работи като дърводелец и обущар, а от 1 януари 1931 г. постъпва на работа в печатница „Спас Попов“. През 1932 г. е приет за член на РМС. Членува в арменската организация „Хънчаг“, която се противопоставя на дашнагите. Участва в изграждането на „Вишаб“ – младежко дружество към „Хънчаг“ със собствен устав, униформа, печат и химн. В периода 1931 – 1938 г. е председател на организацията, която развива спортна, туристическа и театрална дейност и пропагандира успехите на Съветска Армения. След Деветосептемврийския преврат през 1944 г. участва във Втората световна война. След завръщането си, работи отново в печатницата и участва в национализирането ѝ през 1947 г., при което тя става Държавна печатница „Георги Димитров“. През 1949 г. е зназначен за директор на печатницата и заема този пост до 1965 г., когато е назначен за директор на новосъздаденото предприятие СП „Столове“. Продължава да се занимава активно с обществена дейност. Дългогодишен председател е на арменската културно-просветена организация „Ереван“ и член на Централата на същата организация в София.
Носител е на Народен орден на труда – бронзов. Умира през 2011 г.
Личният му архив се съхранява във фонд 1295 в Държавен архив – Шумен. Той се състои от 21 архивни единици от периода 1930 – 1975 г.